# Моргауши
Морга́уши (чув. Муркаш) — село в Чувашии. Административный центр Моргаушского района и Моргаушского сельского поселения.

## Этимологиятопонима
По мнению учёного — лингвиста Сергеева Л. П. и других исследователей языка название села Моргауши произошло от имени человека «Морко», а «ваш» означает род, племя (йах), то есть род Морко (Морко йахе). Однако существует иное мнение. Чувашский исследователь и этнограф Золотницкий Н. И. происхождение названия села объяснил следующим образом: на территории Ядрина, Моргауши, Чебоксар и др. районов жили некогда небольшие племена черемшов (мари). Слово «Моргаш» он связывал с марийским языком. Марийское слово «Морковаш» — «напротив лугов» означает деревню, расположенную напротив луга. Возможно это селение было по реке Кнор (Кунарка). Моргауши начались с Еникасов, которое расположено ближе реке Кунарке, чем к реке Моргаушке.
По рассказам старожилов, населённый пункт Моргауши основан давно. Кругом стояли непроходимые леса и жители деревни корчевали лес, расширяли пашню на более ровном месте, а по оврагам ещё оставались леса. До сих пор сохранились названия отдельных оврагов, связанных с лесом, с деревьями: «Хурӑн варӗ» (овраг с берёзами), «Вус (Ӑвӑс) варӗ» (овраг с осиной), «Лутра хыр улӑхе» (луг с невысокой сосной) и т. д.

## География
Моргауши расположены в центральной части Моргаушского района на реке Моргаушка и находится в 47 км (по другим источникам 48 км) от столицы Чувашской Республики г. Чебоксары. Количество дворов — 1109.
В Моргаушах проведён водопровод. Село газифицировано. Протяжённость автомобильных дорог составляет 11,41 км, в том числе с усовершенствованным покрытием 10,2 км.

## История села
В конце 80-х годов XIX века Моргауши были небольшим селом, там проживало 720 человек. В XX веке в период с 10 февраля 1944 года по 14 июля 1959 г. были, а затем с 11 марта 1964 г. стали и по настоящее время являются районным центром Моргаушского района Чувашской республики. Современная улица Гагарина раньше называлась Еникасы, а улица Чапаева называлась Сысторкан (чув. Сыстӑркан) Также улица Комсомольская называлась Анаткасы, коренные жители и по сей день так её называют. Все эти три современные улицы раньше были отдельными деревнями.

## Население
| 1970 | 1979  | 1989  | 2002  | 2010  | 2012  | 2021  |
| ---- | ----- | ----- | ----- | ----- | ----- | ----- |
| 1466 | ↗2124 | ↗2893 | ↗2950 | ↗3263 | ↗3280 | ↗3562 |

## Инфраструктура
На территории Моргауш расположены одно сельскохозяйственное предприятие, 5 промышленных предприятий, райпо, районный узел почтовой связи, линейно-технический цех и малые предприятия различной формы деятельности. Действуют службы федеральных и республиканских органов: ГУ «Управление пенсионного фонда ЧР в Моргаушском районе», ГУ «Моргаушский районный центр занятости населения», ФГУ центр госсанэпиднадзора в Моргаушском районе ЧР, отделение федерального казначейства МФ РФ по ЧР, ГУ «Военный комиссариат», ГУ Региональное отделение фонда соцстраха РФ по ЧР, Моргаушский филиал ФГУ «Земельно-кадастровая палата» по ЧР, Моргаушский филиал ФГУП «Чувашское землеустроительное проектно-изыскательное предприятие», Моргаушское районное подразделение судебных приставов, отдел сбора и обработки статинформации, Моргаушское районное управление Регистрационной палаты ЧР, нотариальная контора Моргаушского района, инспекция МНС России № 6 по ЧР, ГУ «Моргаушский сельский лесхоз» Минсельхоза ЧР, Моргаушский районный суд, Моргаушский РОВД.
Инфраструктура также включает:
- Моргаушская средняя общеобразовательная школа;
- 3 дошкольных учреждения;
- 3 учреждения дополнительного образования (СЮТ, ДЮСШ, РДДТ);
- Дом культуры;
- районная (модельная) и детская библиотеки;
- историко-краеведческий музей;
- Моргаушская районная центральная больница[8];
- детская школа искусств;
- ДЮСШ им. Олимпийской чемпионки В. Егоровой.
- ФСК «Сывлӑх»

## Известные земляки
- Георгий Герасимович Герасимов (1897—1972) — архитектор, заслуженный строитель Казахской ССР (1967).